# Cynanchum sumbawanum
Cynanchum sumbawanum är en oleanderväxtart som beskrevs av Otto Warburg. Cynanchum sumbawanum ingår i släktet Cynanchum och familjen oleanderväxter. Inga underarter finns listade i Catalogue of Life.